# Alexandru Tudor
Alexandru Tudor (Bukarest, 1971. szeptember 12. –) román nemzetközi labdarúgó-játékvezető.

## Pályafutása

### Nemzeti játékvezetés
Játékvezetésből 1990-ben Bukarestben vizsgázott. Vizsgáját követően a Bukaresti Labdarúgó-szövetség által üzemeltetett labdarúgó bajnokságokban kezdte sportszolgálatát. A Román Labdarúgó-szövetség (FRF) Játékvezető Bizottságának (JB) minősítésével 1999-től a Liga I játékvezetője. Küldési gyakorlat szerint rendszeres 4. bírói szolgálatot is végzett. Liga I mérkőzéseinek száma: 186 (2007. július 29. – 2015. november 20.).

#### Nemzeti kupamérkőzések
Vezetett kupadöntők száma: 1.

##### Román labdarúgókupa
| Időpont         | Helyszín                  | Mérkőzés típusa | Mérkőzés                                  | Eredmény | Nézők száma |
| --------------- | ------------------------- | --------------- | ----------------------------------------- | -------- | ----------- |
| 2015. május 31. | Nemzeti Stadion, Bukarest | döntő           | FC Universitatea Cluj–FC Steaua București | 0 – 3    | 37 764      |

### Nemzetközi játékvezetés
A Román labdarúgó-szövetség JB terjesztette fel nemzetközi játékvezetőnek, a Nemzetközi Labdarúgó-szövetség (FIFA) 2001-től tartja nyilván bírói keretében. A FIFA JB központi nyelvei közül az angolt beszéli. Több nemzetek közötti válogatott, valamint Intertotó-kupa, UEFA-kupa, Európa-liga és UEFA-bajnokok ligája klubmérkőzést vezetett, vagy működő társának 4. bíróként segített. 2010/2011 évben az UEFA JB premier-kategória besorolású játékvezetője. A román nemzetközi játékvezetők rangsorában, a világbajnokság-Európa-bajnokság sorrendjében az első. helyet foglalja el 15 találkozó szolgálatával. Válogatott mérkőzéseinek száma: 21 (2014)

#### Labdarúgó-világbajnokság
A 2001-es U17-es labdarúgó-világbajnokságon a FIFA JB játékvezetőként vette igénybe szolgálatát.
| Időpont              | Helyszín                               | Mérkőzés típusa              | Mérkőzés                      | Eredmény | Nézők száma |
| -------------------- | -------------------------------------- | ---------------------------- | ----------------------------- | -------- | ----------- |
| 2001. szeptember 16. | Hasely Crawford Stadion, Port of Spain | csoportmérkőzés (A. csoport) | Trinidad és Tobago–Ausztrália | 0 – 1    | 25 100      |
| 2001. szeptember 21. | Ato Boldon Stadion, Couva              | csoportmérkőzés (C. csoport) | Burkina Fasó–Omán             | 1 – 1    | 7000        |

---
A 2006-os labdarúgó-világbajnokságon, a 2010-es labdarúgó-világbajnokságon és a 2014-es labdarúgó-világbajnokságon a FIFA JB bíróként foglalkoztatta.2008-ban a FIFA JB bejelentette, hogy a Dél-afrikai labdarúgó-világbajnokság lehetséges játékvezetők átmeneti listájára jelölte. 2009. februárban az FIFA JB által Málagán tartott erőnléti felmérőn egészségi okok – vérnyomás ingadozás – miatt nem tudta teljesíteni a Cooper-teszttet. Nagy esélye lett volna közreműködni a világbajnokságon.

##### 2006-os labdarúgó-világbajnokság
| Időpont             | Helyszín                   | Mérkőzés típusa           | Mérkőzés                              | Eredmény | Nézők száma |
| ------------------- | -------------------------- | ------------------------- | ------------------------------------- | -------- | ----------- |
| 2004. szeptember 4. | St. Jakob Stadion, Bázel   | előselejtező (4. csoport) | Svájc–Feröer                          | 6 – 0    | 13 013      |
| 2005. június 4.     | Qemal Stadion, Tirana      | előselejtező (2. csoport) | Albánia–Görögország                   | 3 – 2    |             |
| 2005. szeptember 7. | Központi Stadion, Almati   | előselejtező (2. csoport) | Kazahsztán–Görög labdarúgó-válogatott | 1 – 2    | 23 000      |
| 2005. október 8.    | Lokomotiv Stadion, Moszkva | előselejtező (3. csoport) | Oroszország–Luxemburg                 | 5 – 1    | 25 000      |

##### 2010-es labdarúgó-világbajnokság
| Időpont             | Helyszín                      | Mérkőzés típusa           | Mérkőzés                           | Eredmény | Nézők száma |
| ------------------- | ----------------------------- | ------------------------- | ---------------------------------- | -------- | ----------- |
| 2008. október 15.   | Croke Park Stadion, Dublin    | előselejtező (8. csoport) | Írország–Ciprus                    | 1 – 0    | 55 833      |
| 2009. szeptember 5. | Laugardalsvöllur, Reykjavík   | előselejtező (9. csoport) | Izland–Norvégia                    | 1 – 1    | 7 321       |
| 2009. október 14.   | St. Jakob Park Stadion, Bázel | előselejtező (2. csoport) | Svájci labdarúgó-válogatott–Izrael | 0 – 0    | 38 500      |

##### 2014-es labdarúgó-világbajnokság
| Időpont              | Helyszín                   | Mérkőzés típusa           | Mérkőzés           | Eredmény | Nézők száma |
| -------------------- | -------------------------- | ------------------------- | ------------------ | -------- | ----------- |
| 2012. október 16.    | Gradski vrt Stadion, Eszék | előselejtező (A. csoport) | Horvátország–Wales | 2 – 0    | 17 500      |
| 2013. szeptember 10. | Nemzeti Stadion, Ta’ Qali  | előselejtező (B. csoport) | Málta–Bulgária     | 1 – 2    | 4884        |

#### Labdarúgó-Európa-bajnokság
A 2004-es U21-es labdarúgó-Európa-bajnokságonaz UEFA JB játékvezetőként foglalkoztatta.
| Időpont         | Helyszín                       | Mérkőzés típusa              | Mérkőzés                               | Eredmény |
| --------------- | ------------------------------ | ---------------------------- | -------------------------------------- | -------- |
| 2004. május 28. | Carl-Benz-Stadion, Mannheim    | csoportmérkőzés (B. csoport) | Svédország–Portugália                  | 3 – 1    |
| 2004. június 1. | Niederrheinstadion, Oberhausen | csoportmérkőzés (A. csoport) | Fehéroroszország–Szerbia és Montenegró | 1 – 2    |

---
A2004-es labdarúgó-Európa-bajnokságon, a 2008-as labdarúgó-Európa-bajnokságon, a 2012-es labdarúgó-Európa-bajnokságon illetve a 2012-es labdarúgó-Európa-bajnokságon az UEFA JB játékvezetőként alkalmazta.

##### 2004-es labdarúgó-Európa-bajnokság
| Időpont           | Helyszín                  | Mérkőzés típusa           | Mérkőzés                                  | Eredmény | Nézők száma |
| ----------------- | ------------------------- | ------------------------- | ----------------------------------------- | -------- | ----------- |
| 2002. október 16. | Nemzeti Stadion, Ta’ Qali | előselejtező (1. csoport) | Máltai labdarúgó-válogatott–Franciaország | 0 – 4    | 9 748       |

##### 2008-as labdarúgó-Európa-bajnokság
| Időpont              | Helyszín                 | Mérkőzés típusa           | Mérkőzés           | Eredmény | Nézők száma |
| -------------------- | ------------------------ | ------------------------- | ------------------ | -------- | ----------- |
| 2007. szeptember 12. | Központi Stadion, Almati | előselejtező (A. csoport) | Kazahsztán–Belgium | 2 : 2    | 18 000      |

##### 2012-es labdarúgó-Európa-bajnokság
| Időpont           | Helyszín                       | Mérkőzés típusa           | Mérkőzés                               | Eredmény | Nézők száma |
| ----------------- | ------------------------------ | ------------------------- | -------------------------------------- | -------- | ----------- |
| 2010. október 12. | Központi Stadion, Asztana      | előselejtező (A. csoport) | Kazah labdarúgó-válogatott–Németország | 2 – 2    | 18 000      |
| 2011. június 3.   | Alberto BragliaStadion, Modena | előselejtező (C. csoport) | Olaszország–Észtország                 | 3 – 0    | 19 434      |

##### 2016-os labdarúgó-Európa-bajnokság
| Időpont            | Helyszín                   | Mérkőzés típusa           | Mérkőzés           | Eredmény | Nézők száma |
| ------------------ | -------------------------- | ------------------------- | ------------------ | -------- | ----------- |
| 2011. december 11. | Parken Stadion, Koppenhága | előselejtező (I. csoport) | Dánia–Örményország | 1 – 1    | 20 141      |
| 2011. december 23. | Grundig Stadion, Nürnberg  | előselejtező (D. csoport) | Német–Gibraltár    | 1 – 0    | 44 308      |